# Хронологическая таблица по истории Соломоновых Островов
На этой странице представлена хронологическая таблица по истории Соломоновых Островов.
Эта хронологическая таблица не закончена; некоторые важные события могут быть не упомянуты. Если Вы знаете о подобных событиях, пожалуйста, поместите о них информацию.

## XVI век
| Год  | Дата | События                                                                                                 |
| ---- | ---- | --- |
| 1568 |      | Открыты испанским мореплавателем Альваро Менданья де Нейра.                                             |
| 1595 |      | По указу короля Филиппа II на острове Санта-Крус Менданья основана испанская колония, вскоре покинутая. |

## XVIII век
| Год  | Дата | События                                              |
| ---- | ---- | ---------------------------------------------------- |
| 1767 |      | Острова вторично открыты англичанином Ф. Картеретом. |

## XIX век
| Год  | Дата   | События |
| ---- | ------ | --- |
| 1885 | апрель | Германия установила протекторат над северной частью Соломоновых островов — островами Бука, Бугенвиль, Шортленд, Шуазёль, Санта-Исабель и атоллом Онтонг-Джава (Лорд-Хау). |
| 1893 |        | Великобритания установила протекторат над южной частью Соломоновых островов — островами Нью-Джорджия, Гуадалканал, Малаита и Сан-Кристобаль.                              |
| 1893 |        | Территория вошла в состав Британских Западно-Тихоокеанских Территорий под названием Британские Соломоновы острова (до июля 1975).                                         |
| 1898 |        | Великобритания аннексировала острова Беллона, Реннелл и острова Санта-Крус.                                                                                               |

## XX век
| Год  | Дата       | События                                                                        |
| ---- | ---------- | ------------------------------------------------------------------------------ |
| 1973 | 28 августа | Британским Соломоновым Островам предоставлена ограниченная автономия.          |
| 1975 | 22 июня    | Британские Соломоновы Острова переименованы в Соломоновы Острова.              |
| 1976 | 2 января   | Соломоновым Островам предоставлено самоуправление.                             |
| 1978 | 7 июля     | Провозглашено независимое государство Соломоновы Острова, принята Конституция. |